# Ampelopsis
Ampelopsis es un género de arbustos trepadores de la familia de las vitáceas. El nombre científico deriva de una palabra griega ampelos, que significa "vid". El género fue creado en 1803 por André Michaux.
Las especies de Ampelopsis son alimento de larvas de algunas especies de mariposas (Lepidoptera) como, por ejemplo,  Bucculatrix quinquenotella.

## Especies
- Ampelopsis aconitifolia
- Ampelopsis arborea - Vid de la Carolina[1]
- Ampelopsis brevipedunculata
- Ampelopsis cordata
- Ampelopsis humulifolia
- Ampelopsis japonica
- Ampelopsis megalophylla